# Кеїк (цар Трахіна)
Кеїк (грец. Κύηκας) — друг і сподвижник Геракла, володар фессалійського міста Трахін, де Геракл знайшов притулок після випадкового вбивства Евнома в Калідоні. Мав сина Гіппаса, який загинув, борючись на боці Геракла.